# Apisa lamborni
Apisa lamborni är en fjärilsart som beskrevs av Rothschild 1913. Apisa lamborni ingår i släktet Apisa och familjen björnspinnare. Inga underarter finns listade i Catalogue of Life.